# Open de Suède Vårgårda 2017
De twaalfde editie van de Zweedse wielerwedstrijd Open de Suède Vårgårda werd gehouden op 11 en 13 augustus 2017 in en rond de stad Vårgårda. Zowel de wegwedstrijd als de ploegentijdrit maakten deel uit van de UCI Women's World Tour 2017 in de wedstrijdcategorie 1.WWT. De Finse Lotta Lepistö won de wegwedstrijd door in de sprint Marianne Vos te verslaan en de ploegentijdrit werd gewonnen door het Nederlandse Boels Dolmans Cycling Team met 13 seconden voor Cervélo-Bigla. Na beide wedstrijden bleef Anna van der Breggen aan de leiding in de World Tour.

## Deelnemende ploegen
| UCI-teams                          | UCI-teams                   | Nationale selectie |
| ---------------------------------- | --------------------------- | ------------------ |
| Alé Cipollini                      | Lares-Waowdeals             | Australië          |
| BePink                             | Lensworld.eu - Zannata      | Noorwegen          |
| Boels Dolmans Cycling Team         | Lotto Soudal Ladies         | Zweden             |
| BTC City Ljubljana                 | Orica-AIS                   |                    |
| Canyon-SRAM                        | Servetto Giusta             |                    |
| Cervélo-Bigla                      | Sport Vlaanderen-Guill D'or |                    |
| Cylance Pro Cycling                | Team Sunweb                 |                    |
| Drops                              | Team Véloconcept            |                    |
| FDJ Nouvelle-Aquitaine Futuroscope | Wiggle High5                |                    |
| Hitec Products                     | WM3                         |                    |

## Uitslag

### Wegwedstrijd
| Wegwedstrijd (13 augustus) |                           |                 |          |
| Plaats                     | Naam                      | Ploeg           | Tijd     |
| Winnaar                    | Lotta Lepistö             | Cervélo-Bigla   | 3u29'54" |
| 2                          | Marianne Vos              | WM3             | z.t.     |
| 3                          | Leah Kirchmann            | Team Sunweb     | z.t.     |
| 4                          | Christine Majerus         | Boels Dolmans   | z.t.     |
| 5                          | Ellen van Dijk            | Team Sunweb     | z.t.     |
| 6                          | Chloe Hosking             | Alé Cipollini   | z.t.     |
| 7                          | Marta Bastianelli         | Alé Cipollini   | z.t.     |
| 8                          | Emilia Fahlin             | Wiggle High5    | z.t.     |
| 9                          | Maria Giulia Confalonieri | Lensworld-Kuota | z.t.     |
| 10                         | Kirsten Wild              | Cylance         | z.t.     |

### Ploegentijdrit
| Ploegentijdrit (11 augustus) | |                                    |         |
| Plaats                       | Naam | Ploeg                              | Tijd    |
| Winnaar                      | Chantal Blaak Anna van der Breggen Karol-Ann Canuel Amy Pieters Amalie Dideriksen DNF Christine Majerus DNF      | Boels Dolmans                      | 52'39"  |
| 2                            | Nicole Hanselmann Lotta Lepistö Ashleigh Moolman-Pasio Cecilie Uttrup Ludwig Lisa Klein DNF Clara Koppenburg DNF | Cervélo-Bigla                      | + 13"   |
| 3                            | Hannah Barnes Lisa Brennauer Elena Cecchini Alexis Ryan Trixi Worrack Mieke Kröger DNF                           | Canyon-SRAM                        | + 51"   |
| 4                            | - | Team Sunweb                        | + 1'23" |
| 5                            | - | Wiggle High5                       | + 2'08" |
| 6                            | - | Team Véloconcept                   | + 2'22" |
| 7                            | - | WM3                                | + 2'27" |
| 8                            | - | FDJ Nouvelle-Aquitaine Futuroscope | + 2'33" |
| 9                            | - | Hitec Products                     | + 3'06" |
| 10                           | - | BTC City Ljubljana                 | + 3'08" |

2006 · 
2007 · 
2008 · 
2009 ·
2010 ·
2011 ·
2012 ·
2013 · 
2014 · 
2015 · 
2016 · 
2017 · 
2018 · 
2019 · 
2020 · 
2021 · 
2022
 Strade Bianche ·
 Ronde van Drenthe ·
 Trofeo Alfredo Binda-Comune di Cittiglio ·
 Gent-Wevelgem ·
 Ronde van Vlaanderen ·
 Amstel Gold Race ·
 Waalse Pijl ·
 Luik-Bastenaken-Luik ·
 Ronde van Chongming ·
 Ronde van Californië ·
 The Women's Tour ·
 Ronde van Italië voor vrouwen ·
 La Course by Le Tour de France ·
 RideLondon Classic ·
 Open de Suède Vårgårda ·
 Ronde van Noorwegen ·
 Bretagne Classic ·
 Boels Rental Ladies Tour ·
 La Madrid Challenge by La Vuelta